# Nati nel 1914/Maggio
| Questa pagina contiene informazioni ricavate automaticamente dalle voci biografiche con l'ausilio del template Bio e di un bot. L'aggiornamento è periodico e automatico e ricostruisce completamente la pagina. Se manca una persona in questa lista, sei pregato di non aggiungerla, ma accertati piuttosto che la sua voce biografica contenga il template Bio e che i dati anagrafici siano correttamente compilati. Se il template Bio manca, inseriscilo tu stesso o, in alternativa, metti l'avviso {{tmp\|Bio}} che ne segnala la mancanza. Se i dati riportati sono sbagliati, correggi direttamente la voce biografica; le modifiche saranno visibili in questa lista entro pochi giorni. Per chiarimenti vedi il progetto biografie. La lista contiene solo le 148 persone che sono citate nell'enciclopedia e per le quali è stato implementato correttamente il template Bio. Pagina aggiornata al 26 giu 2025. |

- 1º maggio - Mino Delle Site, pittore e scultore italiano († 1996)
- 1º maggio - Pierino Favalli, ciclista su strada italiano († 1986)
- 1º maggio - Rudolf Gellesch, calciatore tedesco († 1990)
- 1º maggio - John Henry Lewis, pugile statunitense († 1974)
- 1º maggio - Manuel Roero, attore argentino
- 2 maggio - Jan de Looper, hockeista su prato olandese († 1987)
- 2 maggio - Giovanni Zenaro, calciatore italiano
- 3 maggio - Francesco Paolo Bontate, mafioso italiano († 1974)
- 3 maggio - Armando Bó, attore cinematografico, produttore cinematografico e regista cinematografico argentino († 1981)
- 3 maggio - Julio César Costemalle, pallanuotista uruguaiano
- 3 maggio - Tsuda Itsuo, filosofo giapponese († 1984)
- 3 maggio - Carlo Zappelli, calciatore italiano
- 3 maggio - Martín de Riquer, linguista, filologo e nobile spagnolo († 2013)
- 4 maggio - Raymond Bloch, latinista, etruscologo e storico francese († 1997)
- 4 maggio - Gerard Smith, diplomatico statunitense († 1994)
- 4 maggio - Hermann Hartmann, chimico tedesco († 1984)
- 5 maggio - Elio Bavutti, ciclista su strada italiano († 1987)
- 5 maggio - Tommaso Capdevila Miró, religioso spagnolo († 1936)
- 5 maggio - Feng Nianhua, cestista cinese
- 5 maggio - Verna Hillie, attrice statunitense († 1997)
- 5 maggio - Tyrone Power, attore statunitense († 1958)
- 5 maggio - Paul Rowe, hockeista su ghiaccio statunitense († 1993)
- 6 maggio - Whitney Bourne, attrice statunitense († 1988)
- 6 maggio - Hermínio de Brito, calciatore brasiliano
- 6 maggio - Randall Jarrell, poeta, saggista e scrittore statunitense († 1965)
- 6 maggio - Diana Lante, attrice italiana († 1978)
- 6 maggio - Louis Mercier-Vega, sindacalista, giornalista e anarchico belga († 1977)
- 7 maggio - Claude Farell, attrice austriaca († 2008)
- 7 maggio - Andreas Kupfer, calciatore tedesco († 2001)
- 7 maggio - Celestino Martínez, calciatore argentino
- 7 maggio - Radomiro Tomic, politico cileno († 1992)
- 8 maggio - Gaetano Panazza, letterato, storico e critico d'arte italiano († 1996)
- 9 maggio - Carlo Maria Giulini, direttore d'orchestra italiano († 2005)
- 9 maggio - John Merrill Knapp, musicologo statunitense († 1993)
- 9 maggio - Josef Müller-Brockmann, designer svizzero († 1996)
- 9 maggio - Hank Snow, cantautore e musicista canadese († 1999)
- 10 maggio - Tarachand Barjatya, produttore cinematografico indiano († 1992)
- 10 maggio - Umberto Bellintani, poeta italiano († 1999)
- 10 maggio - Luigi Giannella, militare e aviatore italiano († 2007)
- 10 maggio - Werner Klaas, calciatore tedesco († 1945)
- 10 maggio - Richard Lewis, tenore, direttore d'orchestra e insegnante inglese († 1990)
- 10 maggio - Charles McGraw, attore statunitense († 1980)
- 10 maggio - Pierre Mousel, calciatore lussemburghese († 1998)
- 10 maggio - Francesco Saija, politico italiano († 1965)
- 10 maggio - Karl Schmid, artista svizzero († 1998)
- 10 maggio - Karl Sutter, astista tedesco († 2003)
- 10 maggio - Benito Totti, pugile italiano († 1989)
- 11 maggio - Luciano Bettarini, compositore italiano († 1997)
- 11 maggio - Alberto Buccicardi, allenatore di calcio cileno († 1970)
- 11 maggio - Haroun Tazieff, ingegnere, agronomo e geologo polacco († 1998)
- 11 maggio - Anatolij Gavrilovič Ufimcev, scacchista kazako († 2000)
- 12 maggio - Bertus Aafjes, poeta e scrittore olandese († 1993)
- 12 maggio - Sabino Coletta, calciatore argentino
- 12 maggio - Helmut Sievert, calciatore tedesco († 1945)
- 12 maggio - Howard K. Smith, giornalista, conduttore radiofonico e conduttore televisivo statunitense († 2002)
- 12 maggio - Giorgi Varazashvili, partigiano e militare georgiano († 1945)
- 13 maggio - Karl Andritz, calciatore austriaco († 1993)
- 13 maggio - Iacob Felecan, calciatore rumeno († 1964)
- 13 maggio - Joe Louis, pugile e golfista statunitense († 1981)
- 13 maggio - Flavien Ranaivo, poeta e scrittore malgascio († 1999)
- 13 maggio - Gregor von Rezzori, scrittore, attore e artista austriaco († 1998)
- 14 maggio - Cesare Canetta, cestista italiano († 2006)
- 14 maggio - Egidio Capra, calciatore e allenatore di calcio italiano († 1958)
- 15 maggio - Turk Broda, hockeista su ghiaccio e allenatore di hockey su ghiaccio canadese († 1972)
- 15 maggio - Silvano Buffa, militare italiano († 1941)
- 15 maggio - Oscar Casanovas, pugile argentino († 1987)
- 15 maggio - Ubaldo Prosperetti, giurista italiano († 1976)
- 15 maggio - Friedrich Ruttner, medico e entomologo austriaco († 1998)
- 16 maggio - Antonio Guarino, giurista e politico italiano († 2014)
- 16 maggio - Edward T. Hall, antropologo statunitense († 2009)
- 16 maggio - Giuseppe Solaro, politico e militare italiano († 1945)
- 16 maggio - Bruno Tasso, curatore editoriale, giornalista e traduttore italiano († 1962)
- 16 maggio - Franco Venturi, storico italiano († 1994)
- 17 maggio - Cyrille Dubois, ciclista su strada belga († 1983)
- 17 maggio - Bruno Pasut, compositore, direttore di coro e direttore d'orchestra italiano († 2006)
- 18 maggio - Pierre Balmain, stilista francese († 1982)
- 18 maggio - Marcel Bernard, tennista francese († 1994)
- 18 maggio - Clemente Eghinlian, militare armeno († 1942)
- 18 maggio - Toulo de Graffenried, pilota automobilistico svizzero († 2007)
- 18 maggio - Boris Hristov, basso bulgaro († 1993)
- 18 maggio - Robert J. Wilke, attore e stuntman statunitense († 1989)
- 19 maggio - Eugen Drăguţescu, pittore romeno († 1992)
- 19 maggio - Mario Marti, critico letterario italiano († 2015)
- 19 maggio - Václav Mottl, canoista cecoslovacco († 1982)
- 19 maggio - Max Perutz, biologo e cristallografo austriaco († 2002)
- 19 maggio - Beverly Roberts, attrice statunitense († 2009)
- 19 maggio - Renato Tofani, calciatore e allenatore di calcio italiano
- 20 maggio - Mario Cavigliani, calciatore italiano
- 20 maggio - Corneliu Coposu, politico e giornalista romeno († 1995)
- 20 maggio - Hideko Maehata, nuotatrice giapponese († 1995)
- 20 maggio - Natalina Vacchi, partigiana italiana († 1944)
- 21 maggio - Richard Ellington, scrittore e sceneggiatore statunitense († 1980)
- 21 maggio - Gerhard Funke, filosofo tedesco († 2006)
- 21 maggio - Romain Gary, scrittore, aviatore e diplomatico lituano († 1980)
- 21 maggio - John Hubley, regista, sceneggiatore e animatore statunitense († 1977)
- 21 maggio - Edgar Reinhardt, pallamanista tedesco († 1985)
- 21 maggio - Alfonso Rotolo, militare e aviatore italiano († 1941)
- 22 maggio - Sonny Burke, compositore, musicista e produttore discografico statunitense († 1980)
- 22 maggio - Egisto Corradi, giornalista, scrittore e militare italiano († 1990)
- 22 maggio - Nikolaj Fëdorovič Makarov, progettista sovietico († 1988)
- 22 maggio - Puck Oversloot, nuotatrice olandese († 2009)
- 22 maggio - Vance Packard, giornalista e sociologo statunitense († 1996)
- 22 maggio - Sun Ra, pianista, compositore e poeta statunitense († 1993)
- 22 maggio - Guido Vincon, militare e marinaio italiano († 1941)
- 23 maggio - Danilo Bazzani, calciatore italiano († 1963)
- 23 maggio - Daaf Drok, calciatore olandese († 2002)
- 23 maggio - Romolo Remigi, calciatore italiano († 1985)
- 23 maggio - Giovanni Ruazzi, militare italiano († 1938)
- 24 maggio - Granville Beynon, fisico gallese († 1996)
- 24 maggio - Federico Cafiero, matematico italiano († 1980)
- 24 maggio - Giordano Cottur, ciclista su strada e dirigente sportivo italiano († 2006)
- 24 maggio - Luis Lucia, regista e sceneggiatore spagnolo († 1984)
- 24 maggio - Erwin Nyc, calciatore polacco († 1988)
- 24 maggio - Lilli Palmer, attrice e scrittrice tedesca († 1986)
- 24 maggio - Arnaldo Sentimenti, calciatore e allenatore di calcio italiano († 1997)
- 24 maggio - George Tabori, scrittore ungherese († 2007)
- 24 maggio - Giuseppe Valdengo, baritono italiano († 2007)
- 24 maggio - Otto Weidinger, militare tedesco († 1990)
- 25 maggio - Alessandro Brucellaria, partigiano, politico e imprenditore italiano († 1998)
- 25 maggio - Fausto Cossu, carabiniere e partigiano italiano († 2005)
- 25 maggio - Pavol Horov, poeta e traduttore slovacco († 1975)
- 25 maggio - Dorothy Sarnoff, soprano statunitense († 2008)
- 26 maggio - Shorty Baker, trombettista statunitense († 1966)
- 26 maggio - Irmã Dulce, religiosa brasiliana († 1992)
- 26 maggio - Archie Duncan, attore scozzese († 1979)
- 26 maggio - Carlo Lavagna, giurista italiano († 1984)
- 26 maggio - Frankie Manning, ballerino statunitense († 2009)
- 26 maggio - Geoffrey Unsworth, direttore della fotografia britannico († 1978)
- 27 maggio - Otello Bonvicini, partigiano italiano († 1945)
- 27 maggio - Renzo Nostini, dirigente sportivo e schermidore italiano († 2005)
- 27 maggio - Ľudovít Rado, calciatore cecoslovacco († 1992)
- 28 maggio - Carlo Olivero, politico, partigiano e medico italiano († 1994)
- 29 maggio - Dino Ferrari, pittore italiano († 2000)
- 29 maggio - Stacy Keach, attore statunitense († 2003)
- 29 maggio - Victor Putmans, calciatore belga († 1989)
- 30 maggio - Federico Allasio, dirigente sportivo, allenatore di calcio e calciatore italiano († 1987)
- 30 maggio - Armando Belletti, calciatore italiano († 1998)
- 30 maggio - Renzo Biasion, pittore, incisore e critico d'arte italiano († 1996)
- 30 maggio - Floyd Ebaugh, cestista statunitense († 1980)
- 30 maggio - Sandro Gallo, partigiano italiano († 1944)
- 30 maggio - Sergej Kraigher, politico jugoslavo († 2001)
- 30 maggio - Jiří Marek, scrittore, docente e giornalista ceco († 1994)
- 30 maggio - Milt Neil, animatore, designer e fumettista statunitense († 1997)
- 30 maggio - Jarosław Śmigielski, cestista polacco († 2002)
- 30 maggio - Marcelo Visentín, pallanuotista argentino († 1998)
- 31 maggio - Erich Herrmann, pallamanista tedesco († 1989)
- 31 maggio - Akira Ifukube, compositore giapponese († 2006)
- 31 maggio - Michel Mehech, cestista cileno († 2008)